# Tottesund
Tottesund är en bydel som tillhör Vörå kommun i Österbotten, Västra Finlands län. Det är beläget på en halvö som utgör den nordligaste delen av Maxmo före detta kommuns fastland. I området finns bland annat Tottesunds herrgård där Maxmo kommunkansli var beläget, samt båthamnen Nabben där en gästhamn med restaurang finns. Längst i norr förbinder Öjskata bro Tottesund med Maxmos skärgårdsområde. Namnet Tottesund kommer från greve Clas Åkesson Tott d.y. som år 1660 anlade det säteri som är Tottesunds herrgårds ursprung.